# Diócesis de Oliveira

Regional CNBB Leste 2.

La diócesis de Oliveira (en latín: Dioecesis Oliveiren(sis) y en portugués: Diocese de Oliveira) es una circunscripción eclesiástica latina de la Iglesia católica en Brasil, sufragánea de la arquidiócesis de Belo Horizonte. La diócesis tiene al obispo Miguel Ângelo Freitas Ribeiro como su ordinario desde el 31 de octubre de 2007. 

## Territorio y organización
La diócesis tiene 7980 km² y extiende su jurisdicción sobre los fieles católicos de rito latino residentes en 20 municipios del estado de Minas Gerais: Oliveira, São Francisco de Paula, Carmo da Mata, Santo Antônio do Amparo, Carmópolis de Minas, Santana do Jacaré, Campo Belo, Bom Sucesso, São Tiago, Itaguara, Passa Tempo, Piracema, Perdões, Desterro de Entre Rios, Candeias, Ribeirão Vermelho, Aguanil, Cristais, Cana Verde y Piracema.
La sede de la diócesis se encuentra en la ciudad de Oliveira, en donde se halla la Catedral de Nuestra Señora de Oliveira.
En 2019 en la diócesis existían 30 parroquias agrupadas en 4 foranías: Nossa Senhora de Oliveira, Nossa Senhora do Carmo, Senhor Bom Jesus y Santo Antônio.

## Historia
La diócesis fue erigida el 20 de diciembre de 1941 con la bula Quo uberiores del papa Pío XII, obteniendo el territorio de la arquidiócesis de Belo Horizonte.
El 27 de octubre de 1965, con la carta apostólica Regina pacis, el papa Pablo VI proclamó a la Santísima Virgen María, conocida con el título de Nossa Senhora da Oliveira, como patrona principal de la diócesis y a san José y san 
Sebastián mártir como patronos secundarios.

## Estadísticas

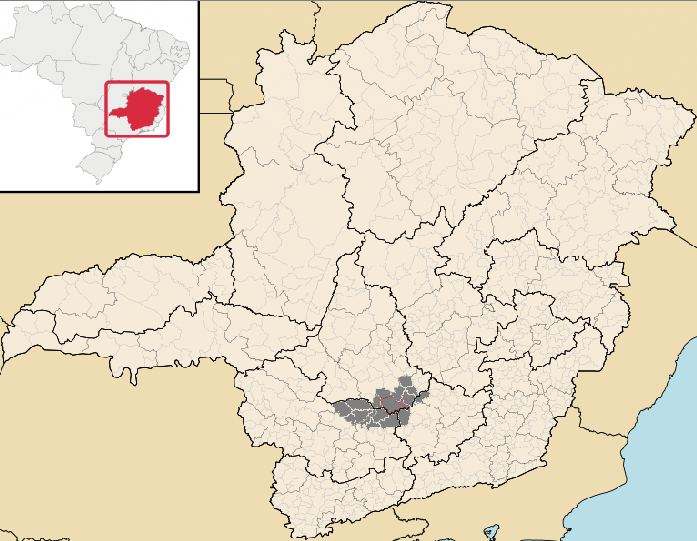
Mapa de la diócesis.

De acuerdo al Anuario Pontificio 2020 la diócesis tenía a fines de 2019 un total de 257 500 fieles bautizados.
| Año                                                                             | Población            | Población | Población      | Sacerdotes | Sacerdotes    | Sacerdotes    | Bautizados por sacerdote | Diáconos permanentes | Religiosos | Religiosos | Parroquias |
| Año                                                                             | Bautizados católicos | Total     | % de católicos | Total      | Clero secular | Clero regular | Bautizados por sacerdote | Diáconos permanentes | Varones    | Mujeres    | Parroquias |
| ------------------------------------------------------------------------------- | -------------------- | --------- | -------------- | ---------- | ------------- | ------------- | ------------------------ | -------------------- | ---------- | ---------- | ---------- |
| 1948                                                                            | 198 000              | ?         | ?              | 17         | 17            |               | 11 647                   |                      |            | 39         | 17         |
| 1965                                                                            | 187 150              | 190 355   | 98.3           | 34         | 23            | 11            | 5504                     |                      | 10         | 60         | 23         |
| 1968                                                                            | 232 230              | 248 050   | 93.6           | 30         | 20            | 10            | 7741                     |                      | 10         | 67         | 18         |
| 1976                                                                            | 196 200              | 200 350   | 97.9           | 24         | 16            | 8             | 8175                     |                      | 8          | 40         | 29         |
| 1980                                                                            | 212 620              | 216 540   | 98.2           | 19         | 14            | 5             | 11 190                   |                      | 5          | 42         | 24         |
| 1990                                                                            | 242 000              | 255 000   | 94.9           | 33         | 26            | 7             | 7333                     |                      | 7          | 17         | 24         |
| 1999                                                                            | 269 000              | 285 000   | 94.4           | 29         | 26            | 3             | 9275                     |                      | 10         | 17         | 25         |
| 2000                                                                            | 233 613              | 245 404   | 95.2           | 37         | 29            | 8             | 6313                     |                      | 10         | 23         | 25         |
| 2001                                                                            | 225 300              | 250 342   | 90.0           | 29         | 26            | 3             | 7768                     |                      | 3          | 12         | 25         |
| 2002                                                                            | 225 300              | 253 000   | 89.1           | 40         | 32            | 8             | 5632                     |                      | 12         | 17         | 26         |
| 2003                                                                            | 266 000              | 300 000   | 88.7           | 40         | 32            | 8             | 6650                     |                      | 46         | 21         | 26         |
| 2004                                                                            | 285 000              | 300 000   | 95.0           | 38         | 31            | 7             | 7500                     |                      | 7          | 19         | 26         |
| 2013                                                                            | 313 000              | 331 000   | 94.6           | 54         | 45            | 9             | 5796                     |                      | 20         | 22         | 28         |
| 2016                                                                            | 322 000              | 339 000   | 95.0           | 54         | 44            | 10            | 5962                     |                      | 22         | 19         | 29         |
| 2019                                                                            | 257 500              | 295 000   | 87.3           | 53         | 44            | 9             | 4858                     | 1                    | 22         | 15         | 30         |
| Fuente: Catholic-Hierarchy, que a su vez toma los datos del Anuario Pontificio. |                      |           |                |            |               |               |                          |                      |            |            |            |

## Episcopologio
- Sede vacante (1941-1945)

- José de Medeiros Leite † (14 de agosto de 1945-6 de marzo de 1977 falleció)
- Antônio Carlos Mesquita † (6 de marzo de 1977 por sucesión-16 de diciembre de 1983 nombrado obispo de São João del Rei)
- Francisco Barroso Filho (21 de diciembre de 1983-20 de octubre de 2004 retirado)
- Jésus Rocha † (20 de octubre de 2004-13 de julio de 2006 falleció)
- Miguel Ângelo Freitas Ribeiro, desde el 31 de octubre de 2007